# La canción que tú cantabas
La canción que tú cantabas es una película de Argentina en blanco y negro dirigida por Miguel Mileo según el guion de Carlos Arniches que se estrenó el 7 de julio de 1939 y que tuvo como protagonistas a Rosita Contreras, Julián de Meriche, Nelly Edison, Florindo Ferrario y César Fiaschi.

## Sinopsis
Tres hermanos huérfanos y un inventor ya mayor, que viven en el campo, se relacionan con una joven institutriz y su tío, que viven en una gran estancia cercana.

## Reparto
- Rosita Contreras
- Julián de Meriche
- Nelly Edison
- Florindo Ferrario
- César Fiaschi
- Inés Murray
- Percival Murray
- Blanca Orgaz
- José Ramírez
- Ángel Sampedro Montero 'Angelillo'
- Semillita
- Salvador Sinaí